# Blythia reticulata
Blythia reticulata — вид змій родини полозових (Colubridae). Мешкає в Азії.

## Опис
Тіло завдовжки до 42 см. Забарвлення темно-коричневе.

## Поширення і екологія
Blythia reticulata мешкають у Північно-Східній Індії і Бангладеш, на заході М'янми та на південному сході Тибету. Вони живуть в гірських лісах. Ведуть наземний спосіб життя.